# Чивезио (Милано)
Чивезио је насеље у Италији у округу Милано, региону Ломбардија.
Према процени из 2011. у насељу је живело 4549 становника. Насеље се налази на надморској висини од 100 м.